# Незабравима
Незабравима (на турски: Unutulmaz) е турски сериал от 2009 и 2010 г. В Турция се излъчва по канал ATV всяка сряда от 20:00 българско време.

## Излъчване
| Сезон | Сезон | Епизоди | Начало на сезона | Край на сезона | Всички епизоди | ТВ сезон    | ТВ канал | Дата и час                |
| ----- | ----- | ------- | ---------------- | -------------- | -------------- | ----------- | -------- | ------------------------- |
|       | 1     | 53      | 1 юли 2009       | 14 юли 2010    | 1 – 53         | 2009 – 2010 | ATV      | сряда (20:00/22:15/45)    |
|       | 2     | 37      | 13 октомври 2010 | 29 юни 2011    | 54 – 90        | 2010 – 2011 | ATV      | сряда (22:30/22:45/23:00) |

## Излъчване в България
| Сезон | Сезон | Епизоди | Начало на сезона  | Край на сезона      | Всички епизоди | ТВ сезон | ТВ канал | Дата и час                    |
| ----- | ----- | ------- | ----------------- | ------------------- | -------------- | -------- | -------- | ----------------------------- |
|       | 1     | 120     | 10 януари 2010 г. | 8 септември 2010 г. | 1 – 120        | 2010 г.  | Нова ТВ  | всеки делничен ден (20:00)    |
|       | 2     | 82      | 22 юни 2015 г.    | 13 октомври 2015 г. | 121 – 202      | 2015 г.  | bTV Lady | всеки делничен ден (21:00/30) |

## Актьорски състав
- Серхан Яваш – Харун Арсланлъ
- Йозлем Йълмаз – Еда Гюлер Арсланлъ
- Синем Йозтуфан – Мелда Гюлер
- Нихат Алтънкая – Арас
- Буура Гюлсой – Толга
- Фикрет Хакан – Фейаз Арсланлъ
- Дениз Гьокчер – Саадет Арсланлъ
- Алийе Узунатаан – Тюркан Гюлер
- Ахмет Уз – Джемил Гюлер
- Хакан Ванлъ – Бурак
- Айлин Арасъл – Ъшъл
- Мерт Явузчан – Бату
- Роксен Люлю – Севал
- Хюсейн Ерканлъ – Метин
- Гюл Тунччекич – Месуде
- Дидем Ялънай – Ферда Гюлер
- Анъл Челик – Керем Гюлер
- Дениз Курт – Гюлай
- Айча Шахин – Синем
- Айла Алган – Хайят
- Гьозде Мукавелат – Ниса Арсланлъ
- Джерен Чанакчъ – Гьозде
- Йозлем Караташ – Бурджу
- Бурак Гюнеш – Джан
- Тууба Мелис Тюрк – Ърмак
- Сема Мумчу – Едже
- Семра Динчер – Назан
- Ърмак Джерен Йозтурк – Ямур Арсланлъ

## В България
В България сериалът започва на 10 януари 2010 г. по Нова телевизия. Излъчен е само първи сезон. Повторенията му са по Диема Фемили. Дублажът е на студио Доли. Ролите се озвучават от Милена Живкова, Десислава Знаменова, Нина Гавазова, Даниел Цочев, Любомир Младенов и Симеон Владов.
На 5 януари 2015 г. започва повторно излъчване по bTV Lady, където е показан и втори сезон и завършва на 13 октомври. На 5 април 2016 г. започва ново повторение и завършва на 16 септември. На 3 октомври започва излъчване по bTV и завършва на 5 юни 2017 г. Дублажът е на студио Медиа Линк. Озвучаващите артисти са същите като само Цочев и Владов са заменени с Илиян Пенев.